# Das Räderwerk der Freiheit
Das Räderwerk der Freiheit (Originaltitel: The Machinery of Freedom) ist ein Buch des amerikanischen Rechts- und Wirtschaftswissenschaftlers David D. Friedman. Es stellt dar, wie eine anarchokapitalistische Gesellschaft funktionieren könnte.

## Inhalt
Friedman argumentiert für die Privatisierung von sämtlicher Regierungsaufgaben und schlägt dabei verschiedene Schritte in diese Richtung vor, insbesondere auch die Privatisierung des Rechtssystems (polyzentrisches Recht) und der Landesverteidigung. Er erörtert weiterhin die Probleme des Umweltschutzes, der Einwanderungspolitik und der Legalisierung von Drogen.
Er stützt seine Vorschläge oft durch den Verweis auf den Freistaat Island, den er als Beispiel für eine funktionierende libertäre Gesellschaft zitiert.
Im Gegensatz zu anderen zeitgenössischen Anarchokapitalisten, wie Murray Rothbard, Hans-Hermann Hoppe und Pascal Salin, lehnt Friedman naturrechtliche Begründungen ab.
Stattdessen nimmt er eine Position ein, die tendenziell als utilitaristisch bezeichnet werden kann.
Die Schrift ist Milton Friedman, Friedrich Hayek und Robert A. Heinlein gewidmet.
Ein Sohn David Friedmans, Patri Friedman, will mit Unterstützung zahlreicher US-Milliardäre, darunter Peter Thiel, und deren Cato Institute, auf bislang unbewohnten Inseln ein anti-staatliches Projekt verwirklichen, dazu dient ihnen das Seasteading-Institut.

## Rezeption
Friedrich Hayek glaubt, dass polyzentrisches Recht wie Friedman es vorschlägt dauerhaft zur Aufspaltung der Gesellschaft in einzelne autonome Gemeinschaften führt und der Kapitalismus dadurch seiner ökonomischen Leistungsfähigkeit beraubt wird.